# Върловка
Върловка (Leucaspius delineatus) е вид лъчеперка от семейство Шаранови (Cyprinidae). Видът не е застрашен от изчезване.

## Разпространение
Разпространен е в Австрия, Азербайджан, Армения, Беларус, Босна и Херцеговина, България, Германия, Грузия, Гърция, Иран, Италия, Казахстан, Молдова, Нидерландия, Норвегия, Полша, Република Македония, Румъния, Русия, Словакия, Словения, Сърбия, Турция, Украйна, Унгария, Хърватия, Черна гора, Чехия, Швейцария и Швеция.

## Описание
На дължина достигат до 9 cm.
Продължителността им на живот е около 2 години.